# Галлунген
Галлунген (нім. Hallungen) — громада в Німеччині, розташована в землі Тюрингія. Входить до складу району Вартбург. Складова частина об'єднання громад Гайніх-Верраталь.
Площа — 3,93 км2. Населення становить 184 ос. (станом на 31 грудня 2021).

## Галерея

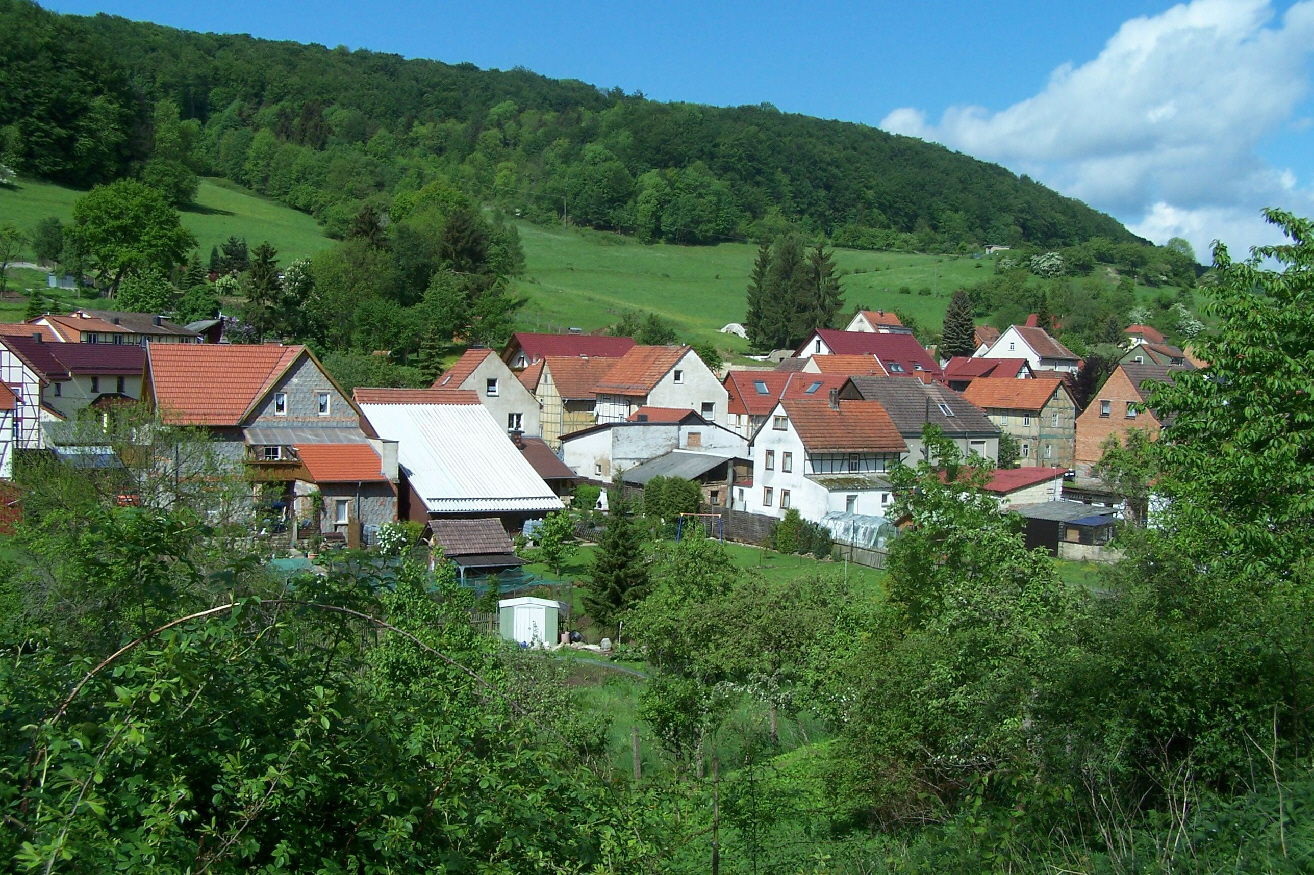
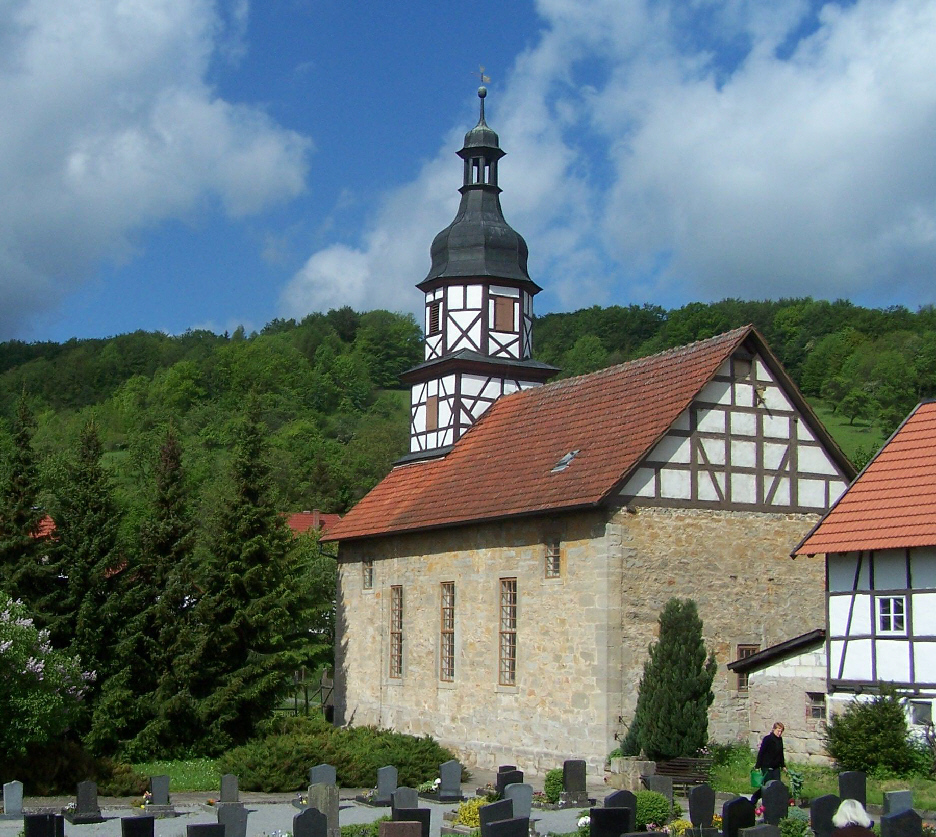
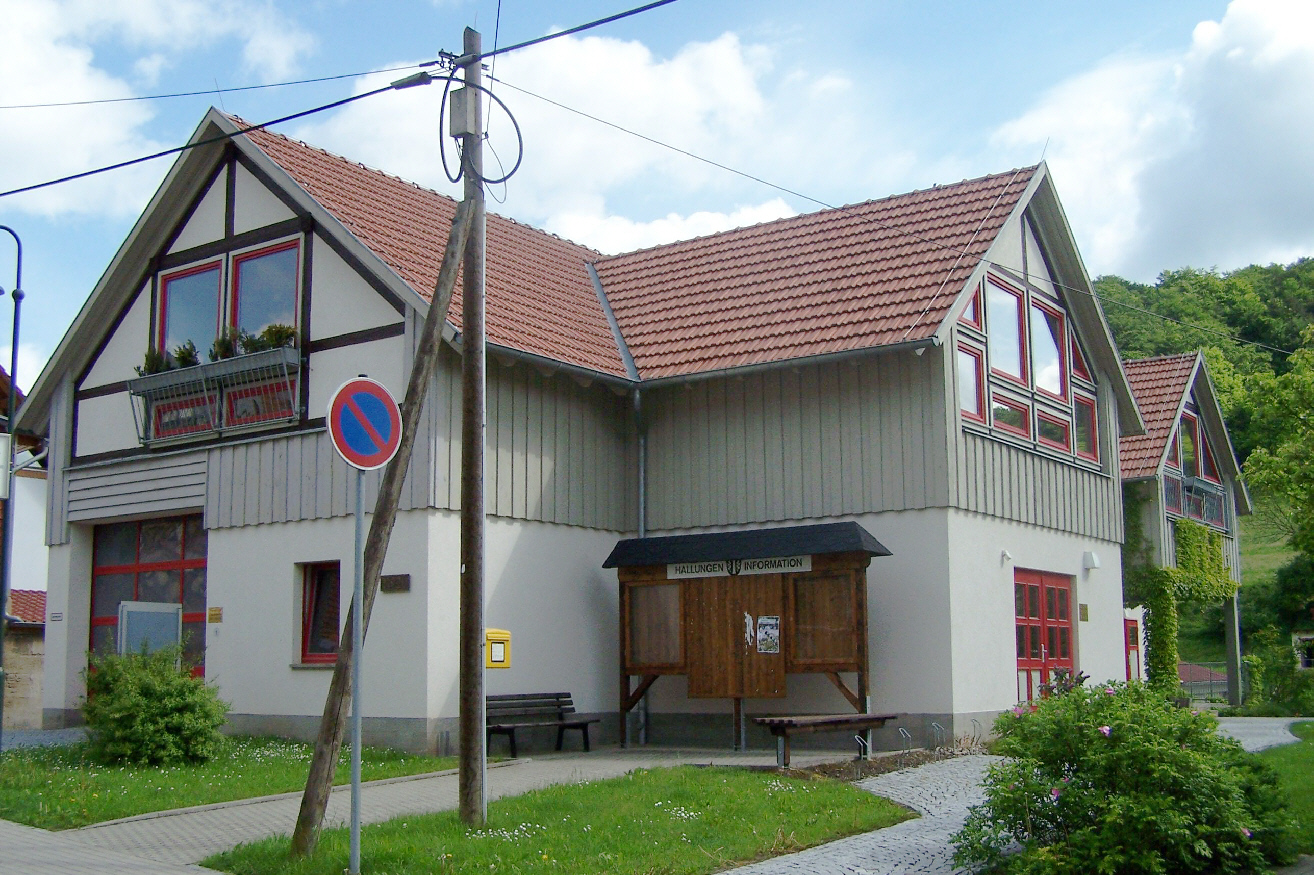
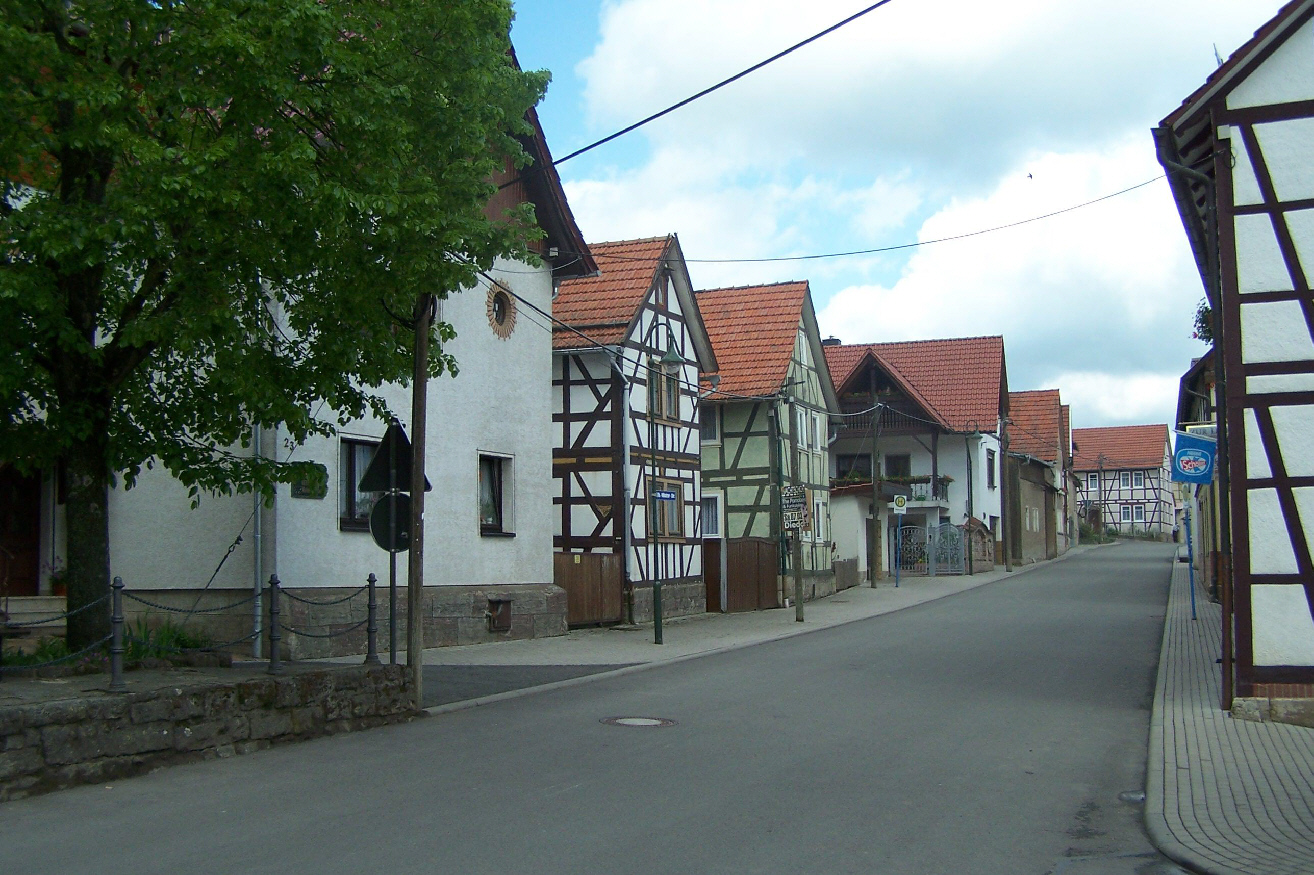
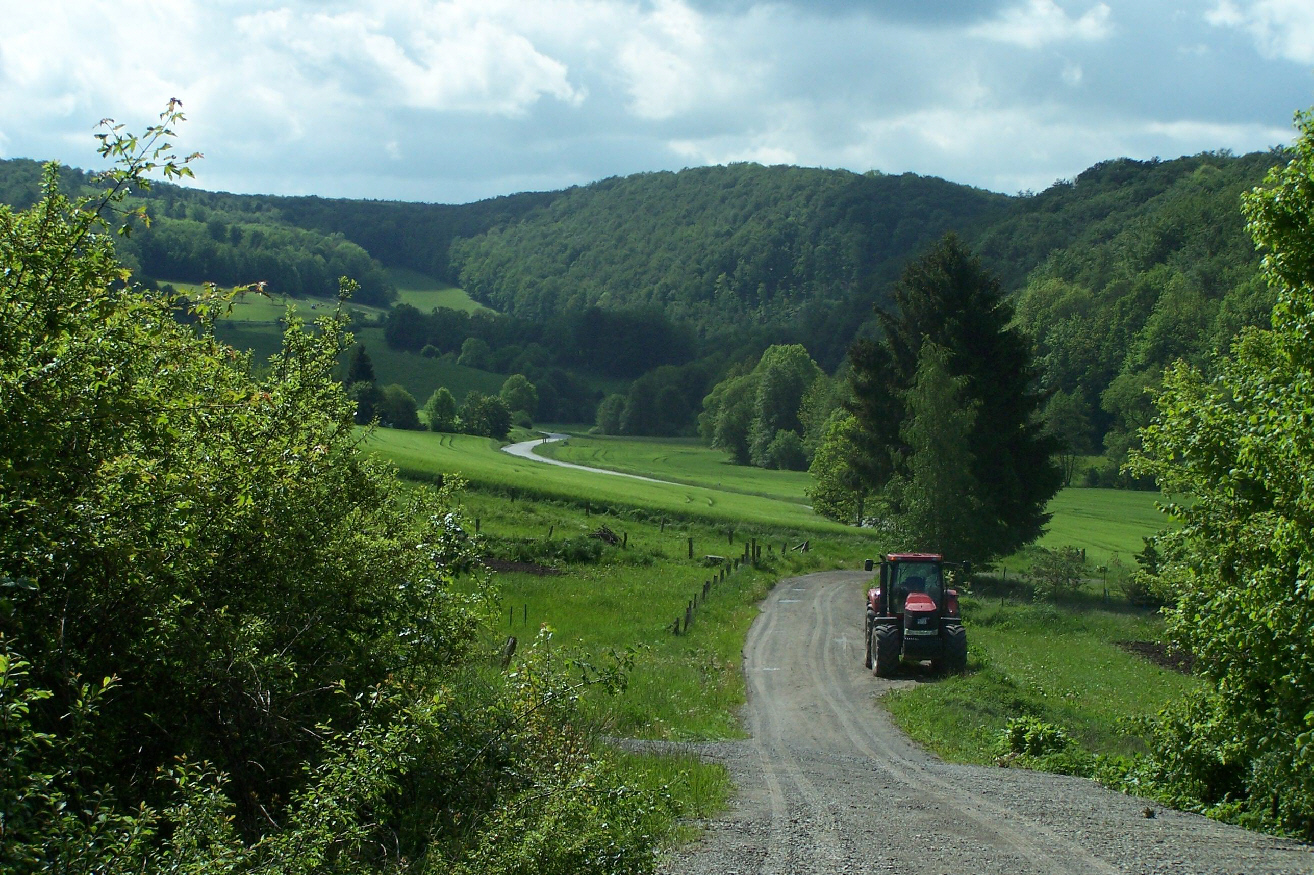
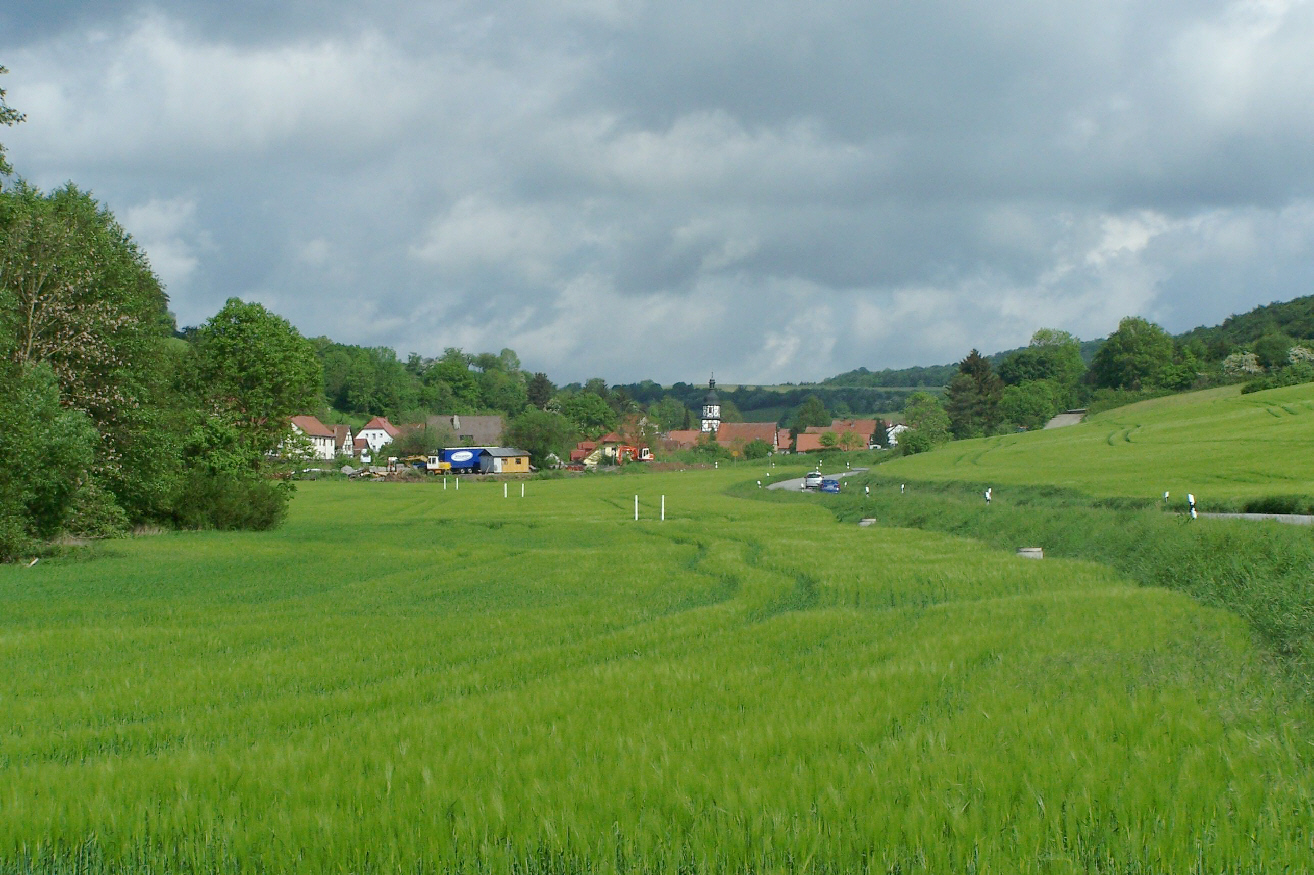